# حرية التنظيم

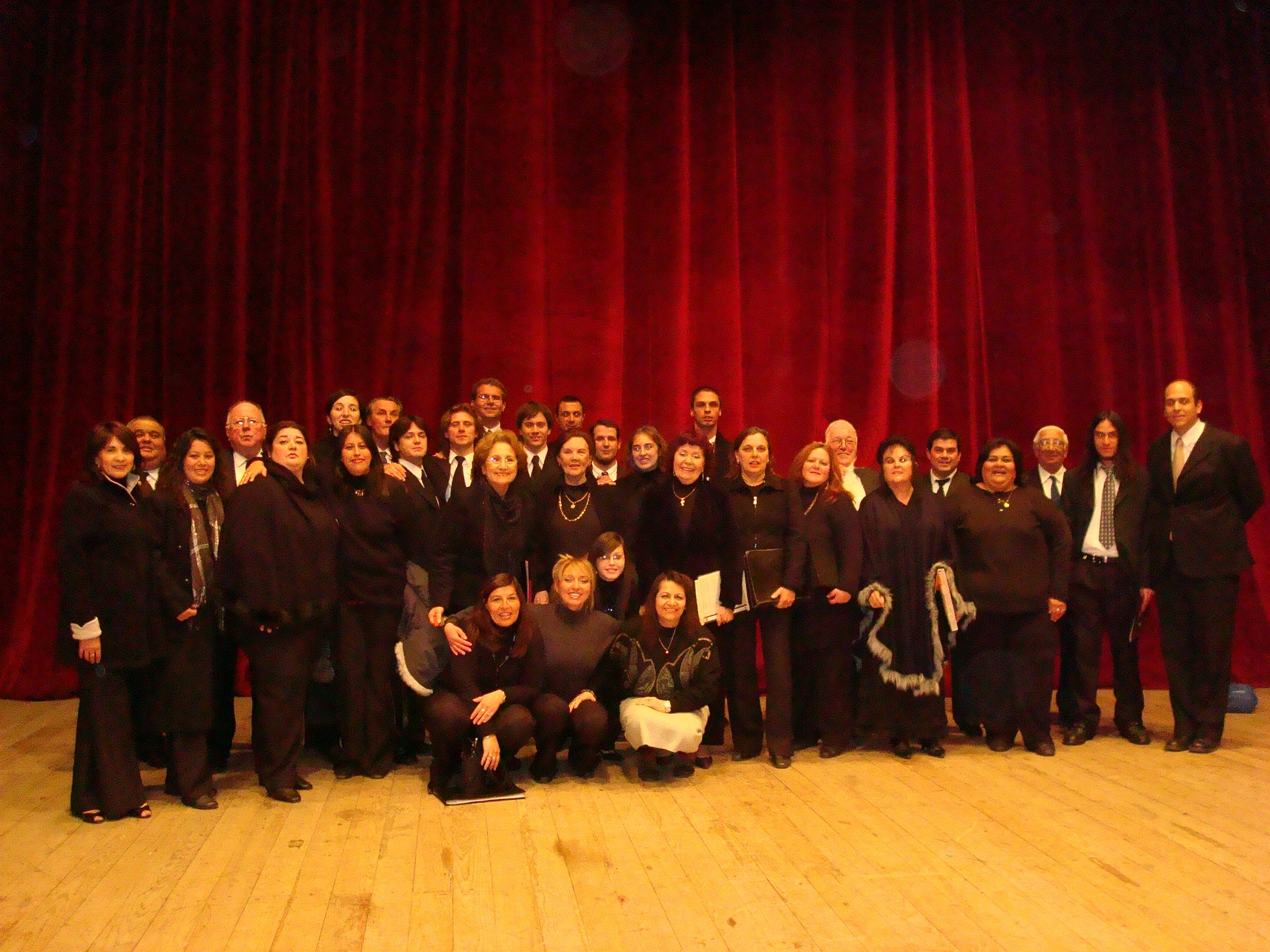
تأسست الجوقة الغنائية لجمعية فيرديانا في بارانا على يد المايسترو لورنزو أنسيلمي في 12 أغسطس 1939.

تشمل حرية التنظيم أو الحرية النقابية حريّة تكوين الجمعيّات والنّقابات حق الفرد في انضمام أو ترك المجموعات طواعيةً، وحق المجموعة في اتّخاذ إجراءاتٍ جماعيّةٍ لتحقيق مصالح أعضائها، كما تضمن حق الجمعيّة في قبول أو رفض العضويّة على أساس معايير معيّنة. حريّة تكوين الجمعيّات تصف أساسيّات حقوق الإنسان (الحقّ في الانضمام مع أفراد آخرين للتعبير بشكلٍ جماعيّ عن المصالح المشتركة وتعزيزها والدّفاع عنها).
حريّة التجمّع هي حقٌّ فرديٌّ وحقٌّ جماعيٌّ، تكفله جميع الأنظمة القانونيّة الحديثة والديمقراطيّة، بما في ذلك وثيقة حقوق الولايات المتحدة الأمريكية، والمادّة 11 من الاتفاقية الأوروبية لحقوق الإنسان، والميثاق الكندي للحقوق والحريات، والميثاق الدوليّ. بالإضافة إلى القوانين، بما في ذلك المادتين 20 و23 من الإعلان العالمي لحقوق الإنسان، كما يضمن الإعلان المتعلّق بالمبادئ والحقوق الأساسيّة في العمل الصّادر عن منظمة العمل الدولية هذه الحقوق.
تتجلّى حريّة تكوين الجمعيّات من خلال الحق في الانضمام إلى نقابةٍ، أو المشاركة في حريّة التعبير، أو المشاركة في مناقشات المجتمعات، أو الأحزاب السياسيّة، أو أي نادٍ رياضي أو جمعيّةٍ أخرى، بما في ذلك الطوائف الدينيّة والمنظمّات والأخويّات، والنّوادي الرياضيّة.
مع ذلك، يحق للمحاكم، أو المفوّضين أو الموظّفين في السّلطات القضائيّة، فرض قيودٍ على أيّ حقّ من حقوق المجرم المدان بما يتوافق مع النّصوص القانونيّة؛ كما يجب التنازل عن الحق في حريّة تكوين الجمعيّات في ظروف معيّنة مثل إقرار المسؤولين عن هذه الجمعيّة بالذنب أو الجريمة في المحاكم الرسميّة.

## التاريخ
لقد كانت الحريّة العامّة للانضمام إلى الجمعيّات والنّقابات تعود إلى رغبة الفرد، ويعود اتّخاذ الإجراءات اللازمة لتعزيز مصالح الأفراد إلى الجمعيّات والنقابات؛ هذا الأمر كان سمةً بارزةً في الأنظمة الديمقراطيّة. ولأن حريّة تكوين الجمعيّات والنّقابات تعترف بالضرورة بالمصادر التعدّدية للسلطة والتّعليم، بغضّ النّظر عن الحكومة؛ لذلك كانت كل الجمعيّات والنّقابات هدفاً أساسيّاً للقمع من قبل جميع الأنظمة الديكتاتورية.
في المملكة المتحدة، كانت جميع أشكال «الجمعيّات والنّقابات» ممنوعة؛ لاسيّما منظمّات العمّال حتّى إصدار قوانين تشكيل الجمعيّات في عام 1825م. بعد ذلك، قانون الشركات في عام 1856م، ثم قانون النّقابات في عام 1871م، وقانون الحماية من قانون الملكيّة في عام 1875م.
في ألمانيا، تم وضع مجموعة مماثلة من القوانين القمعيّة ضد كل من النقابات العماليّة والمنظمّات الديمقراطية الاجتماعيّة من قبل حكومة بسمارك تحت حكم القوانين الاشتراكيّة في عام 1878م. ظلّت هذه القوانين سارية حتى عام 1890م؛ في عام 1933م، تم حظر نقابات العمّال مرّة أخرى من قبل الديكتاتوريّة الفاشيّة لحكومة هتلر؛ وتم تأميم النقابات العماليّة التي كانت قائمة في ذلك الوقت ودمجها في جبهة عمل تابعة للحكومة؛ بقي الوضع على حاله حتّى نهاية الحرب العالمية الثانية.
في الولايات المتحدة الأمريكية، تمّ منح النّقابات العماليّة حريّة التّنظيم بشكل جماعي لتأمين الاتفاقيّات الجماعيّة، ولكن تم وضع الكثير من العقبات أمام هذه النقابات؛ حتّى تمّ وضع قانون علاقات العمل الوطنيّ في عام 1935م.

## القوانين

### الاتفاقية الأوروبية

#### الدستور الإيطالي
في إيطاليا، تم تصديق حريّة تكوين الجمعيّات في المادة 18 من الدّستور، والتي نصّت على ما يلي:

#### وثيقة الحقوق الجنوب أفريقية
ينص قانون الحقوق في دستور جنوب أفريقيا على الحقّ في حريّة تكوين الجمعيّات والنّقابات حسب المادة 18 من الدستور، والتي تنصّ على أنّه «لكل فرد الحق في تكوين الجمعيّات والنقابات»؛ علاوةً على ذلك، تنص المادة 17 على أنّه «لكل فرد الحق بالعيش بسلام بدون عزلة، وله الحق في التجمّع والتّظاهر والاعتصام وتقديم الالتماسات».

#### دستور الولايات المتحدة الأمريكية
التّعديل الأول لدستور الولايات المتّحدة الأمريكيّة يحدد حقوق التجمّع والتظلّم للحكومة، لكن التعديل الأوّل لا يذكر بوضوح حق التجمّع وتشكيل الجمعيّات والنّقابات؛ ومع ذلك، فإن المحكمة العليا للولايات المتّحدة الأمريكيّة في عام 1958م، نصّت على أنّ حريّة تكوين الجمعيّات هي جزء أساسيّ من حريّة التّعبير، لأنّه في الكثير من الحالات لا يمكن للناس المشاركة في الكلام الفعّال إلّا عندما ينضمّون إلى الآخرين.

## النظريات

### الديمقراطيّة والمجتمع المدني
يجادل جيريمي ماكبرايد بأن احترام حريّة تكوين الجمعيّات والنّقابات من قبل جميع السلطات العامّة، وممارسة هذه الحريّة من قبل جميع القطّاعات في المجتمع، أمران أساسيّان لإنشاء «ديمقراطيّة حقيقيّة»، وضمان أن تظلّ هذه الديمقراطيّة سليمة ومزدهرة. ويرى أن تشكيل الأحزاب السياسيّة هو مظهرٌ هامّ للحريّة النقابيّة في المجتمع.
الحريّة النقابيّة لا تُمارَس فقط بالمعنى السياسيّ، بل أيضاً يجب أن تمارس في كافة المجالات مثل الثقافة والترفيه والرياضة والمساعدة الاجتماعيّة والإنسانيّة؛ ويجادل ماكبرايد بأن تشكيل المنظمّات غير الحكوميّة هو «ثمرة النّشاط التّنسيقيّ».

### التحررية
الحريّة النقابيّة، هي مصطلح مشهور في الأدب التحرّري؛ يتم استعماله لوصف مفهوم الحريّة المطلقة للعيش في المجتمع؛ وتعني أن يملك الفرد الحريّة في أن يكون جزءاً من منظمّةٍ ترتبط قيمها وثقافتها بشكل وثيق مع تفضيلات الفرد السياسيّة.
بموجب القوانين في هذا النّظام، يمكن لأصحاب الأعمال رفضُ خدمةِ أيّ شخصٍ لأيّ سبٍ من الأسباب؛ لذلك يجادل المعارضون بأن مثل هذه الممارسات الرجعيّة ستؤدّي إلى المزيد من التحيّز داخل المجتمع. يستجيب التحرّريون اليمينيّون المتعاطفون مع حريّة تكوين الجمعيّات والنّقابات، مثل ريتشارد آلن إيبشتالين، مع حالات رفض الخدمة بشكل إيجابيّ، لذلك يتبنّون وجهة النظر التي تقول بأنّ التمييز غير المبرّر يؤدي إلى تكبّد الكثير من الخسائر، وبالتالي خلق عقبات تنافسيّة إضافيّة في المجتمع.
يجادل التحرّريون أيضاً بأن حريّة تكوين الجمعيّات والنّقابات في سياقٍ سياسيّ، هي مجرّد امتدادٍ للحقّ في تحديد العلاقات الشخصيّة في حياة الفرد. على سبيل المثال، قد لا يستمتع شخص يقدّر الأخلاق والآداب العامّة بالارتباط مع شخص غير لائق؛ أو، قد لا يستطيع الأشخاص المعارضون للمثليّة الجنسيّة الانسجام مع الأشخاص المثليين. لذلك حق تكوين الجمعيّات والنقابات، يمنح الفرد حرية الاختيار وحرية الانتماء للمجموعة التي يستطيع الانسجام معها.
يعتقد التحرّريون أنه بالإضافة إلى أن حريّة تكوين الجمعيّات والنّقابات تضمن للفرد حريته في اختيار عمله ووتضمن حقّه وعدم تعرّضه للظلم، فإنها تضمن أيضاً لصاحب العمل حقّه في استبدال العمّال أو تغيير العمل. يؤمن التحرّريون أيضاً أنّه في الحالات التي تستخدم فيها النّقابات الحركات القسريّة أو العنيفة، فإن مثل هذه السّلوكيّات سوف تكون خرقاً للمبادئ التحرّرية. يزعم بعض النّقّاد أن مثل هذه الانتهاكات في كثير من الأحيان لم تكن إلّا حالة من حالات النّشاط النّقابيّ.